# Лизогуб, Иван Кондратьевич
Ива́н Кондра́тьевич Лизогу́б (он же Кобызенко, Кондратьев, Кобызевич)) (укр. Іван Лизогуб; ? — 1662) — каневский и уманский полковник Войска Запорожского.

## Биография
Отец его был казаком местечка Гельмязов Переяславского полка. Своими способностями Лизогуб выдвинулся из среды простых казаков и в 1659 году был назначен каневским полковником. В этом году он вместе с миргородским полковником Григорием Лесницким был послан от войска в Белую Церковь к Выговскому с требованием отказа от гетманства. Вместе с коронным обозным А. Потоцким Лизогубу удалось уговорить Выговского, и он передал Лизогубу и Лесницкому гетманские клейноды. На происшедшей затем раде под Переяславом (в октябре 1659 года) гетманом избран был Юрий Хмельницкий; за Лизогуба, по его неграмотности, подписался его полковой писарь. В 1661 году Лизогуб был уманским полковником и получил от короля Яна-Казимира 20 июня этого года грамоту, коей был «нобилитован» с фамилией Кобызевича; в конце этого же года он был снова каневским полковником. После битвы под Каневом в 1662 году Лизогуб участвовал вместе с войсками князя Ромодановского и Якима Сомко в избиении поляков, ходивших против последнего в Переяслав с Юрием Хмельницким. Здесь Лизогуб был взят в плен и по приказу Хмельницкого расстрелян.